# Лицинија Евдоксија
Лицинија Евдоксија (лат. Licinia Eudoxia; рођена 422, умрла 462. године) била је римска царица, кћи источноримског цара Теодосија II и жена цара Запада Валентинијана III и Петронија Максима.
Евдоксија је била једина кћи цара Теодосија II и царице Елије Евдоксије. Лицинија Евдоксија се удала за Валентинијана III 29. октобра 437. године у Солуну. 439. године Евдоксија је добила титулу августе, управо у часу када је родила своју кћи Евдокију. 
Године 455. Валентинијан је био убијен. Петроније Максим је постао цар и проморао је Лицинију Евдоксију да се уда за њега, како би ојачао своју позицију. Вероватно је Евдоксија затражила помоћ од вандалског краља Гејсериха, који је једног свог сина заручио за Евдоксијину кћи. Када се Гејсерих приближио Риму, Петроније Максим је одлучио да побегне, али га је у убила светина у граду. Вандали су опљачкали Рим и заробили су Евдоксију и њене две кћери. Ове три царице су биле у Картагини у заробљеништву седам година, све док цар Истока, Лав I, није исплатио огромну откупнину. Тада се Евдоксија преселила у Константинопољ.